# 马格达莱纳半岛
马格达莱纳半岛（西班牙語：Península de La Magdalena）是位于西班牙北部桑坦德湾入海口的一个半岛地形。岛上有馬格達萊納宮等建筑。

## 參看
- 马格达莱纳宫

## 图集

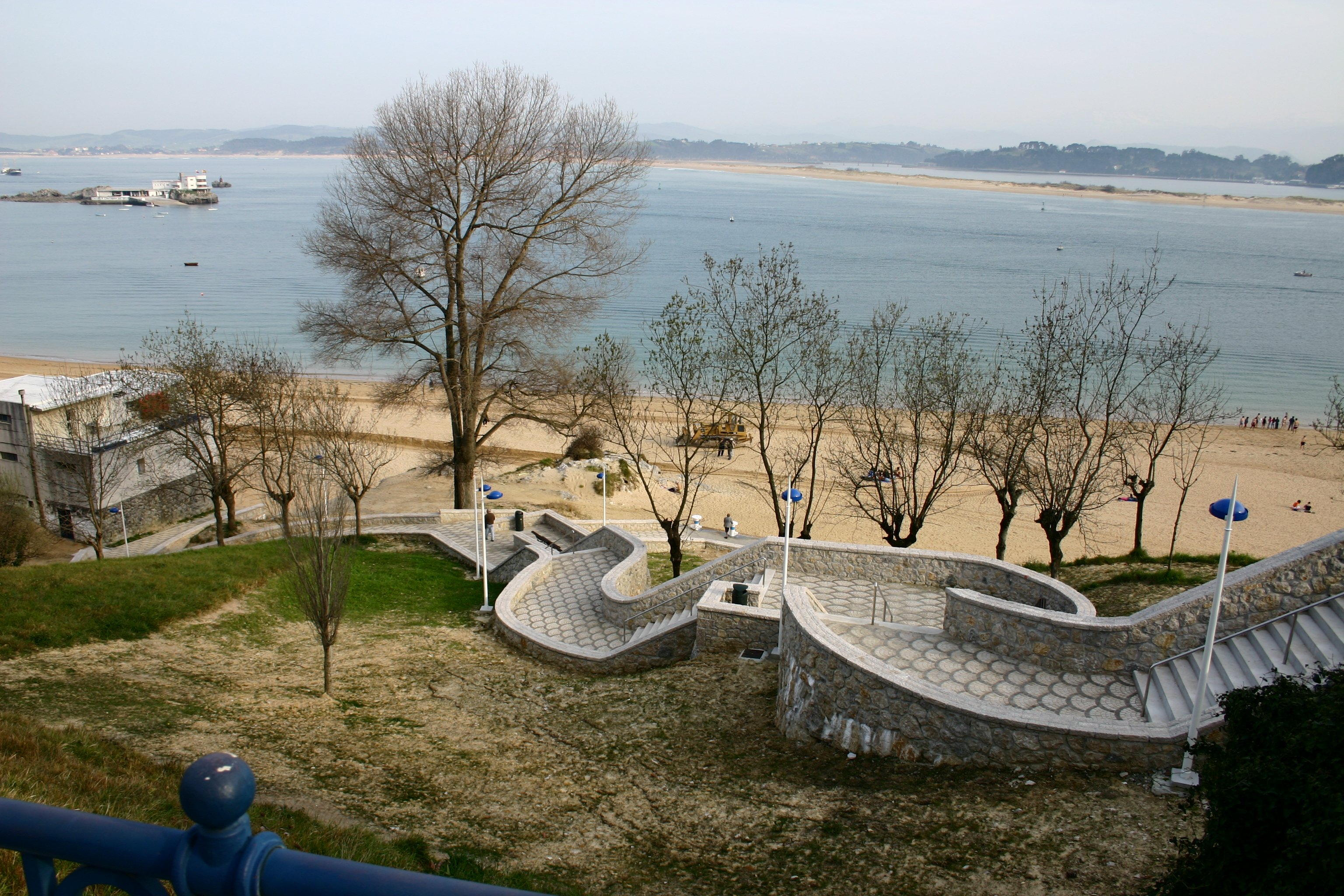
海滩
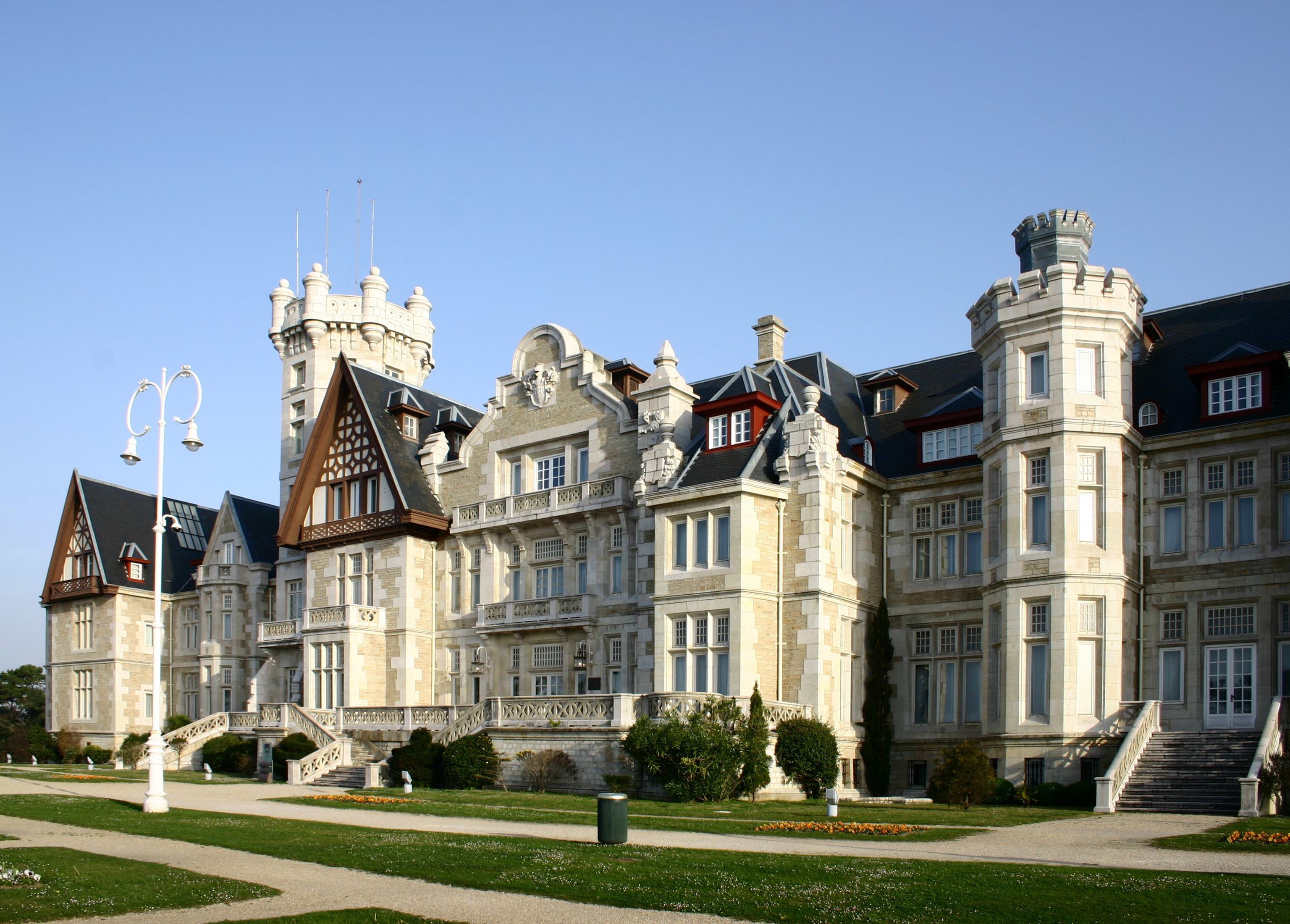
马格达莱纳宫
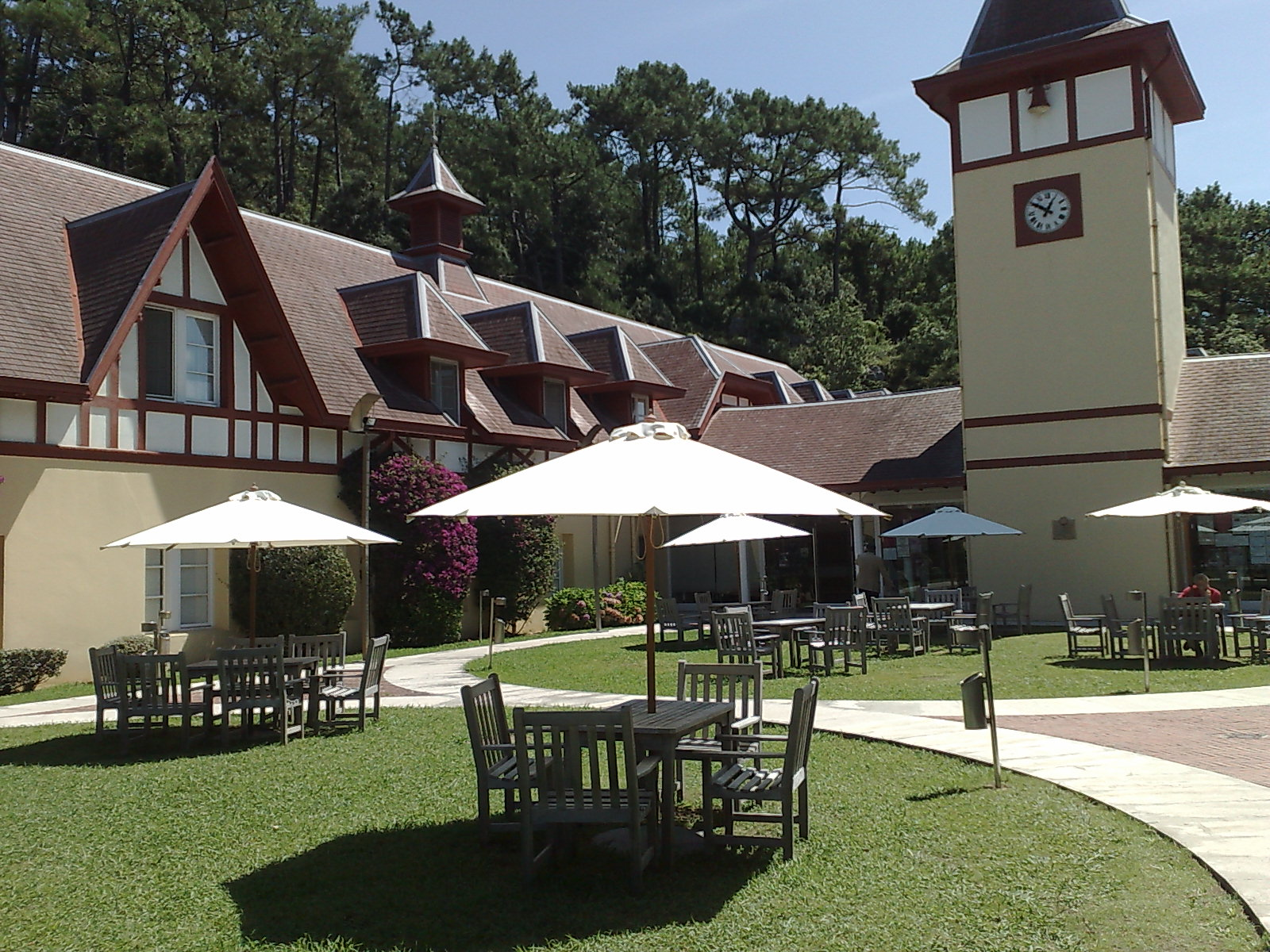
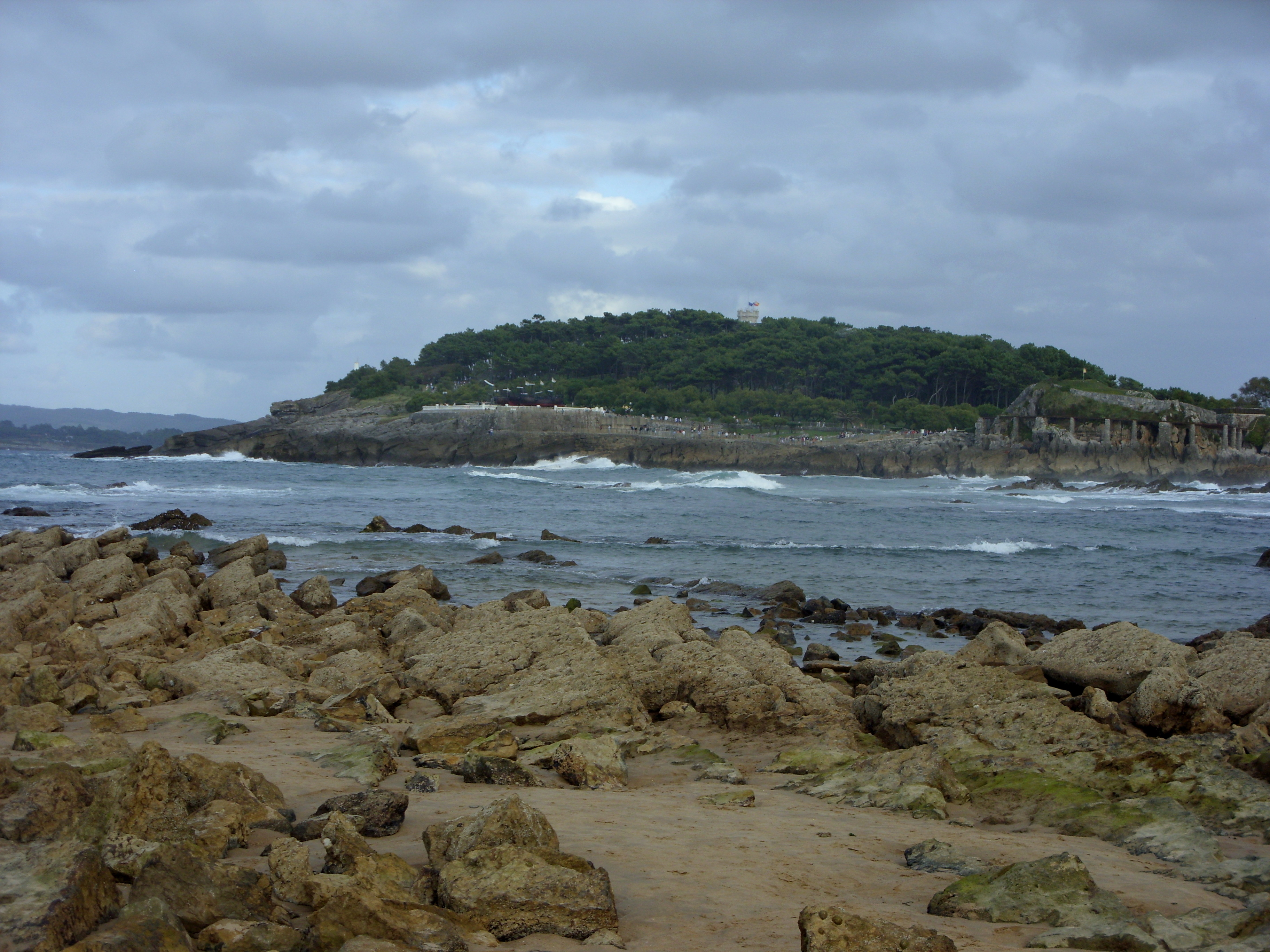
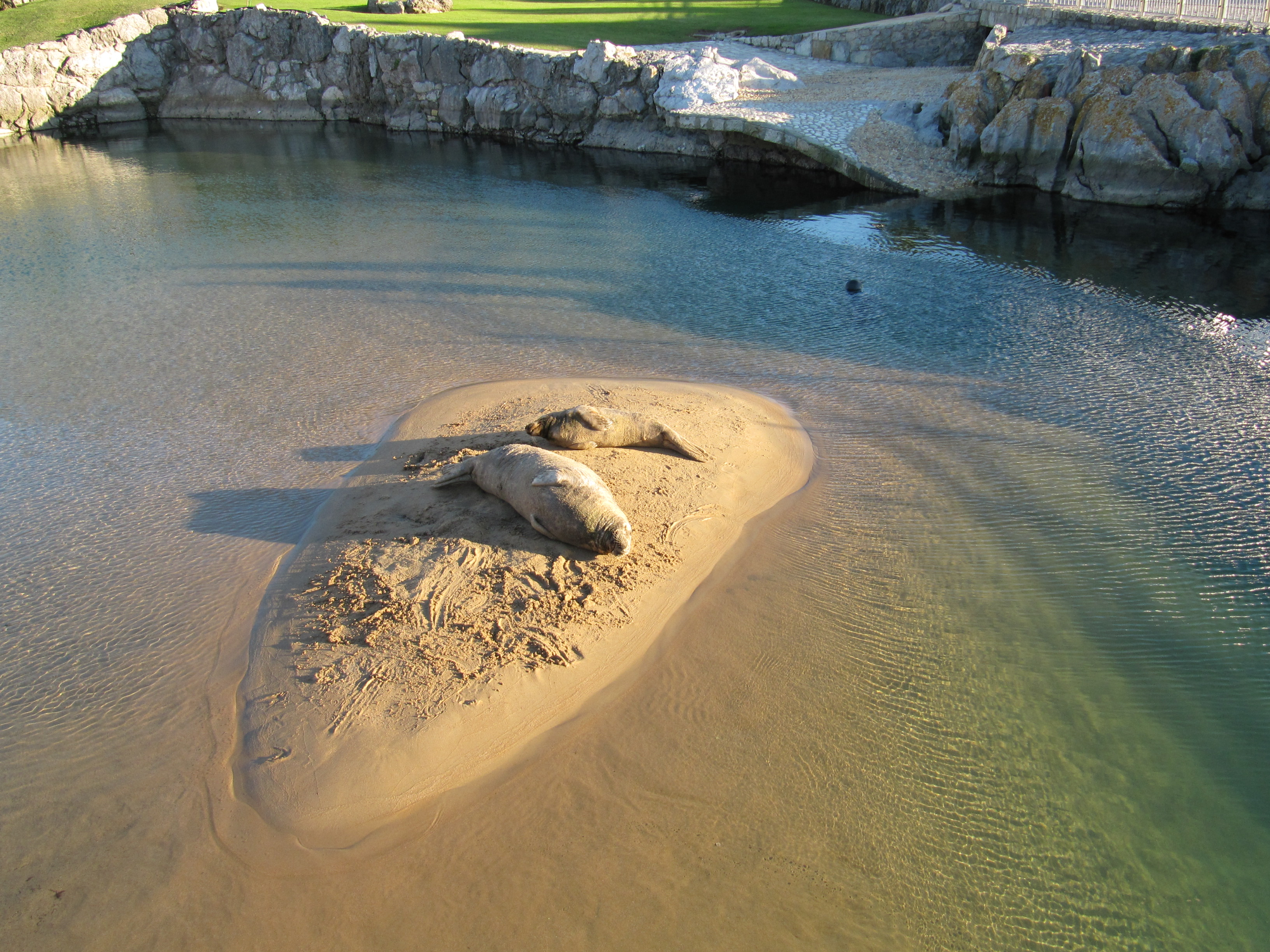
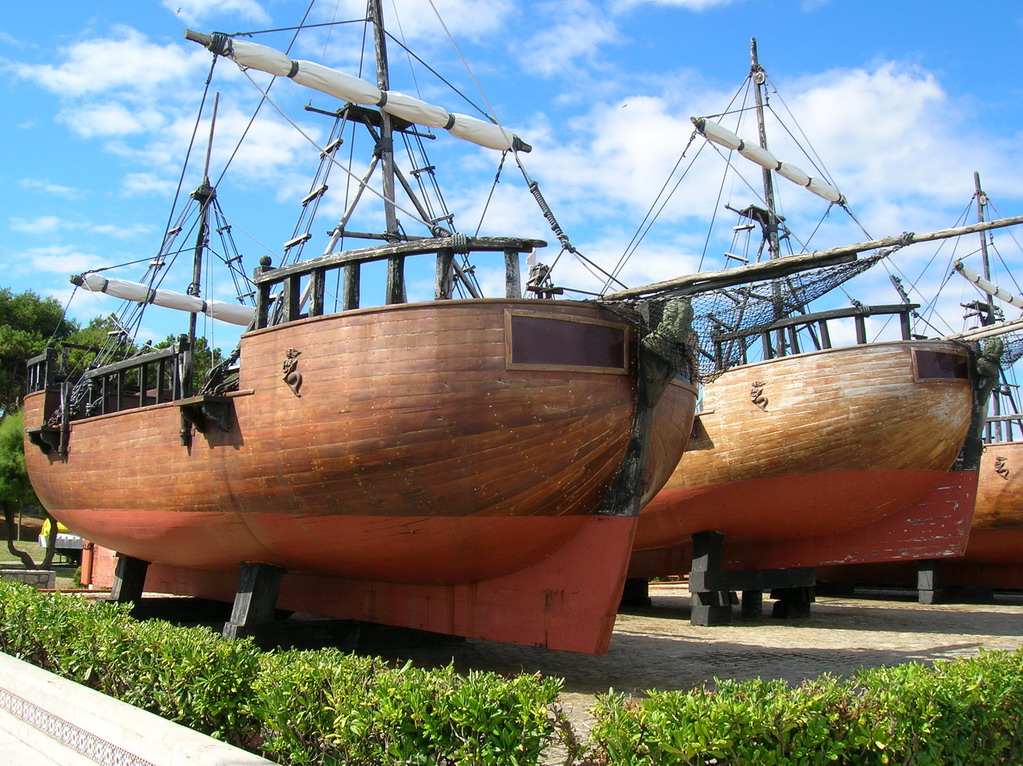